# فرقة الفرسان الأولى (الفيرماخت)
فرقة الفرسان الأولى (بالألمانية: 1. Kavallerie-Division) شكلت في أكتوبر 1939. قاتلت في هولندا وبلجيكا وفرنسا وعلى الجبهة الشرقية. تم تحويلها رسميًا إلى فرقة بانزر الرابعة والعشرين في أواخر عام 1941.

## التاريخ العملياتي
بدأت الحملة في أوروبا الغربية في هولندا قبل تكليفها بالجيش الرابع وإرسالها إلى فرنسا. عبرت الفرقة السوم في 7 يونيو وقاتلت بالقرب من ميولين. في 18-19 يونيو، قاتلت حول سومور وحاولت الاستيلاء على جسر عبر لوار ولكن الهجوم فشل عندما فجرته القوات الإنجليزية مع دورية ما زالت عليه. وصلت الفرقة إلى لاروشيل عندما انتهى القتال في فرنسا.

## القادة
- الجنرال دير كافاليري كورت فيلدت (25 أكتوبر 1939 - 28 نوفمبر 1941)

## منطقة العمليات
- هولندا وفرنسا (مايو 1940 - يونيو 1941)
- الجبهة الشرقية، القطاع الجنوبي (يونيو 1941-نوفمبر 1941)